# Chrysopophthorus hageni
Chrysopophthorus hageni är en stekelart som beskrevs av Austin och Robert A.Wharton 1992. Chrysopophthorus hageni ingår i släktet Chrysopophthorus och familjen bracksteklar. Inga underarter finns listade i Catalogue of Life.